# Atletiek op de Olympische Zomerspelen 2008 - 10000 meter vrouwen
De 10.000 m voor vrouwen op de Olympische Spelen van 2008 in Peking vond plaats op 15 augustus in het Nationale Stadion van Peking. De wedstrijd werd gewonnen door de Ethiopische Tirunesh Dibaba, die een nieuw olympisch record liep van 29.54,66.

## Kwalificatie
Elk Nationaal Olympisch Comité mocht drie atleten afvaardigen die in de kwalificatieperiode (1 januari 2007 tot 23 juli 2008) aan de A-limiet voldeden (31.45,00). Een NOC mocht een atleet afvaardigen, die in dezelfde kwalificatieperiode aan de B-limiet voldeed (32.20,00).

## Records
Voor dit onderdeel waren het wereldrecord en olympisch record als volgt.
| Wereldrecord     | 29.31,78 | Wang Junxia  | CHN | Peking | 8 september 1993  |
| Olympisch record | 30.17,49 | Derartu Tulu | ETH | Sydney | 30 september 2000 |

## Uitslagen
De volgende afkortingen worden gebruikt:
- DNS Niet gestart
- DNF Niet aangekomen
- PB Persoonlijke besttijd
- SB Beste seizoensprestatie
- NR Nationaal record
- AR Continentaal record
- WJ Wereld jeugdrecord

### Finale
| Plaats | Naam                      | Nationaliteit | Resultaat | Opmerking |
| ------ | ------------------------- | ------------- | --------- | --------- |
| 1      | Tirunesh Dibaba           | ETH           | 29.54,66  | OR        |
| 2      | Shalane Flanagan          | USA           | 30.22,22  | AR        |
| 3      | Linet Masai               | KEN           | 30.26,50  | WJ        |
| 4      | Maria Konovalova          | RUS           | 30.35,84  | PB        |
| 5      | Inga Abitova              | RUS           | 30.37,33  | SB        |
| 6      | Lucy Wangui               | KEN           | 30.39,96  | PB        |
| 7      | Lornah Kiplagat           | NED           | 30.40,27  | SB        |
| 8      | Kim Smith                 | NZL           | 30.51,00  |           |
| 9      | Kara Goucher              | USA           | 30.55,16  | PB        |
| 10     | Kayoko Fukushi            | JPN           | 31.01,14  | SB        |
| 11     | Joanne Pavey              | GBR           | 31.12,30  | PB        |
| 12     | Sabrina Mockenhaupt       | GER           | 31.14,21  | PB        |
| 13     | Ejegayehu Dibaba          | ETH           | 31.22,18  |           |
| 14     | Hilda Kibet               | NED           | 31.29,69  |           |
| 15     | Yingying Zhang            | CHN           | 31.31,12  | SB        |
| 16     | Yoko Shibui               | JPN           | 31.31,13  |           |
| 17     | Penninah Arusei           | KEN           | 31.39,87  |           |
| 18     | Tatyana Khmeleva-Aryasova | RUS           | 31.45,57  |           |
| 19     | Yukiko Akaba              | JPN           | 32.00,37  |           |
| 20     | Bai Xue                   | CHN           | 32.20,27  |           |
| 21     | Anikó Kálovics            | HUN           | 32.24,83  |           |
| 22     | Kate Reed                 | GBR           | 32.26,69  |           |
| 23     | Nathalie De Vos           | BEL           | 32.33,45  | SB        |
| 24     | Preeja Sreedharan         | IND           | 32.34,64  |           |
| 25     | Amy Begley-Yoder          | USA           | 32.38,28  |           |
| 26     | Dulce María Rodríguez     | MEX           | 32.58,04  |           |
| 27     | Xiaoqin Dong              | CHN           | 33.03,14  |           |
| 28     | Isabel Checa              | ESP           | 33.17,88  |           |
| —      | Mestawet Tufa             | ETH           |           | DNF       |
| —      | Asmae Leghzaoui           | MAR           |           | DNF       |
| —      | Nataliya Berkut           | UKR           |           | DNS       |
| DQ     | Elvan Abeylegesse         | TUR           | 29.56,34  |           |